# Diáspora armênia
Diáspora armênia (português brasileiro) ou diáspora arménia (português europeu) é um termo usado para descrever as comunidades de armênios que vivem fora da Armênia e de Nagorno-Karabakh. Do total da população de armênios no mundo (estimados em 2004 em cerca de 11 milhões), somente 3 milhões vivem na Armênia e 130 000 em Karabakh. A diáspora armênia tem uma população estimada em 8 milhões de pessoas. (Ver mapa da população armênia por país). Um em cada cinco armênios no mundo vivem no que era a antiga Armênia Soviética, e antes da I Guerra Mundial, até os anos 1920, sua terra-natal cobria cinco ou seis da atual Armênia, incluindo regiões da Turquia, Síria e Irã.

Mapa da Diáspora armênia

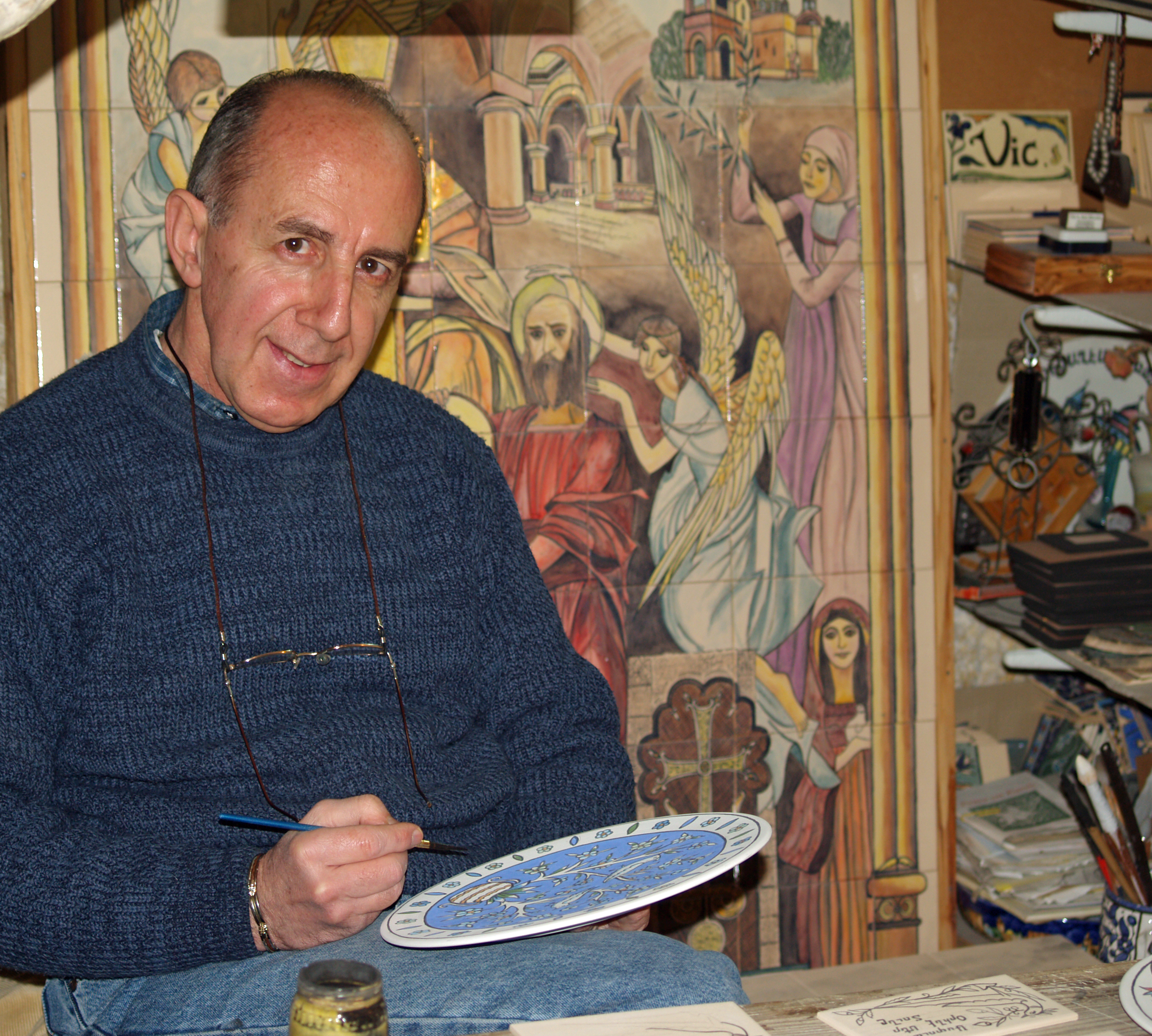
Um artesão armênio no bairro armênio de Jerusalém.

Embora uma diáspora armênia exista desde 1375 (quando o Reino armênio da Cilícia foi conquistado pelos mamelucos), ela cresceu após o genocídio armênio. Apesar de muitos armênios terem perecido, outros tantos conseguiram escapar e se estabeleceram em diversas cidades do leste europeu, Bálcãs e Oriente Médio, como Moscou e Sochi, Rússia; Odessa e Sevastopol na Crimeia, Ucrânia; Tbilisi e Batumi, Geórgia; Plovdiv, Bulgária; Atenas, Grécia; Beirute, Líbano; e Alepo, Síria. Israel tem uma grande comunidade armênia, principalmente no bairro armênio de Jerusalém.
Milhões de armênios se encontram na Europa Ocidental (i.e. França, Alemanha, Itália e Holanda) e nas Américas desde os anos 1890. Comunidades substânciais existem no extremo oriente da Rússia, bem como nas ex-repúblicas soviéticas da Ásia Central. Alguns destes grupos foram mandandos para estas áreas no período czarista e soviético, sem condições de voltarem para sua terra natal, sendo parte do programa de transferência de população da URSS de Stálin. Comunidades armênias também podem ser achadas na Índia, Austrália, Nova Zelândia, África Sub-Saariana (Sudão, África do sul e Etiópia), e no oriente como Singapura, Myanmar e Hong Kong. Existiram comunidades armênias prósperas na China, Japão e Filipinas, mas a cultura armênia nestes países praticamente desapareceram.
Imediatamente após o Genocídio armênio, os armênios da diáspora viveram em campos de refugiados. Entretanto, apesar da situação financeira, estes campos cresceram e se tornaram vilas e cidades. Este foi o caso de várias regiões armênias no Líbano como Anjar e Bourj Hammoud. Neste tempo, os armênios se organizaram para construir igrejas, escolas, centros comunitários, etc. Surgiram também vários partidos políticos e uniões de beneficência, como o Federação Revolucionária Armênia (FRA ou Dashnaktsutiun), o partido da social-democracia Hunchakian (Hunchak), e a União Geral Armênia de Beneficência (UGAB) se estabeleceram em cidades que tinham uma grande concentração de armênios.
Nos anos de 1940 e 1950, a URSS tentou estender a sua influência pelo mundo, principalmente pelo Oriente Médio. O partido da social democracia Henchagian, ideologicamente próximo à URSS, apoiou sua expansão pela região. Partidários da UGAB, supostamente neutros na política, também apoiaram os planos soviéticos, pois a Armênia fazia parte da URSS. A FRA, apesar de ser um partido nacionalista de cunho socialista, objetou ao projeto soviético, propagando a ideia de uma Armênia livre, independente e unida. Assim como a FRA lutou para preservar a bandeira, o brasão e o hino da República Democrática da Armênia de 1918 a 1922, outros preferiram apoiar a Armênia soviética, considerando-a como o único lugar no mundo onde os armênios poderiam viver seguros como armênios.
Os atores brasileiros Aracy Balabanian e Stepan Nercessian e o cantor brasileiro Fiuk são descendentes desta diáspora.